# Achille Liènart
Achille Liènart, francoski rimskokatoliški duhovnik, škof in kardinal, * 7. februar 1884, Lille, Francija † 15. februar 1973, Lille.

## Življenjepis
29. junija 1907 je prejel duhovniško posvečenje.
6. oktobra 1928 je bil imenovan za škofa Lilleja in 8. decembra istega leta je prejel škofovsko posvečenje. S položaja se je upokojil 7. marca 1968.
30. junija 1930 je bil povzdignjen v kardinala in imenovan za kardinal-duhovnika S. Sisto.
Med 13. novembrom 1954 in novembrom 1964 je bil prelat Mission de France o Pontigny.